# بوخران
بوخران هي قرية وبلدية تقع خارج مدينة جايسالمر في منطقة جايسالمر في ولاية راجاستان الهندية. وهو موقع بعيد في منطقة صحراء طهار وكان بمثابة موقع لأول تجربة سلاح نووي تحت الأرض في الهند.

## جغرافيا
تحيط بها الصخور والرمل وخمس نطاقات ملح، اسمها الهندي "بوخران" (पोखरण) يعني "خمسة نطاقات ملح". تقع في الطريق بين جايسالمر وجودبور أو بيكانير ( 27°05′42″N 71°45′11″E / 27.095°N 71.753°E) ويبلغ متوسط ارتفاعها 233 متر (764 أقدام).

## تاريخ

### قلعة بوخران
يعود تاريخ هذه القلعة إلى القرن الرابع عشر وتعرف أيضًا باسم "بالاجاره"، بنيت وسط صحراء طهار. القلعة مفتوحة للزوار وتدار حاليًا كفندق تراثي من قبل العائلة المالكة في بوخران.

### نصب ساتي ماتا التذكاري
على مشارف المدينة، يقع نصب ساتيو ديفال ساتي ماتا التذكاري وهو نصب تذكاري ملكي ويمكن دخوله مجانًا. تقع المدينة السياحية الشهيرة وحصن جايسالمر على بعد ساعتين عن طريق البر.